# Léo Santos (Fußballspieler, 1996)
Léonardo Araújo dos Santos (* 10. Januar 1996) ist ein brasilianischer Fußballspieler.

## Karriere
In der Spielzeit 2016 debütierte er am 30. Juli 2016 für Náutico Capibaribe in der Série B. Beim 1:0-Sieg gegen Tupi FC stand er in der Startelf und erzielte in der 51. Minute den Siegtreffer. Nach dieser Spielzeit wechselte er in die Série A zu Coritiba FC.